# Two Houston Center
Two Houston Center – wieżowiec znajdujący się w Houston w Stanach Zjednoczonych. Ma 176 metrów wysokości i 40 pięter. Został zaprojektowany przez firmy William L. Pereira & Associates i Pierce Goodwin Flanagan. Wykorzystywany jest jako biurowiec. Kilka pięter budynku rozciągniętych jest nad Fannin Street, połączonych z One Houston Center i tworzących odkryty taras. Budynek ten miał się stać centrum śródmieścia Houston. Projekt ten zakładał m.in. budowę 4-piętrowego garażu na 40 000 miejsc parkingowych oraz systemu linii tramwajowych.